# Самсон-фон-Гиммельшерна
Самсон-фон-Гиммельшерна — дворянский род.
Предок его, Нэман Самсон († 1583), выехал из Гельдерна в Ригу, где был мещанским старостой. Его сын Герман (эст. Hermann Samson‎; 1579—1643), известный проповедник и богослов, был лифляндским суперинтендантом и получил дворянское достоинство в Швеции.
Род Самсон-фон-Гиммельшерна внесён в лифляндский дворянский матрикул.

## Известные представители
- Георг Фридрих Самсон фон Гиммельшерна (1783—?) — чиновник, приходской судья (с 1817 года), с 1825 года был ландрихтером дерптского округа и состоял казначеем лифляндского экономического общества[1].
- Герман-Клавдий Самсон фон Гиммельшерна (1826—1908) — инженер (железная дорога Рига-Тарту (1866—1868), Тарту-Тапа (1875—1876), экономист, землевладелец, бизнесмен, общественный деятель, издатель, публицист (псевдоним Viktor Frank)[2][3].
- Самсон фон Гиммельшерна, Рейнгольд-Иоганн-Людвиг (1778—1858) — юрист и литератор.
- Клавдий-Герман Самсон-фон-Гиммельшерна (1800—1881) генерал-лейтенант, командир Тульского оружейного завода.
- Самсон фон Гиммельшерна, Гвидо-Герман Карлович (1809—1868) — врач, профессор государственного врачебноведения и судебной медицины в Дерптском университете, ректор Дерптского университета.
- Барон Ульрих Иванович фон Самсон-Гиммельшерна (1874 — ?) — полковник русской армии[4].

## Описание герба
Щит рассечен. В правом серебряном поле голубая шестиконечная звезда. В левом золотом поле черная бычья голова.
Щит увенчан повернутым дворянским шлемом с золото-голубым бурелетом, с серебряным витком в середине. Нашлемник — черное орлиное крыло, сопровождаемое справа голубой шестиконечной звездой. Намет голубой,
подложенный пересеченно золотом по серебру в шахматы.